# قهوه با کاران
قهوه با کاران نام یک شوی تلویزیونی محصول کشور هند می باشد که اجرای آن را کاران جوهر تهیه کننده و کارگردان مشهور سینمای هند بر عهده دارد و این برنامه به گفتگو با اهالی سینمای هند (بالیوود) اختصاص دارد.

## همچنین نگاه کنید
- قهوه با Lahiru و Muditha